# Wildernis (natuur)

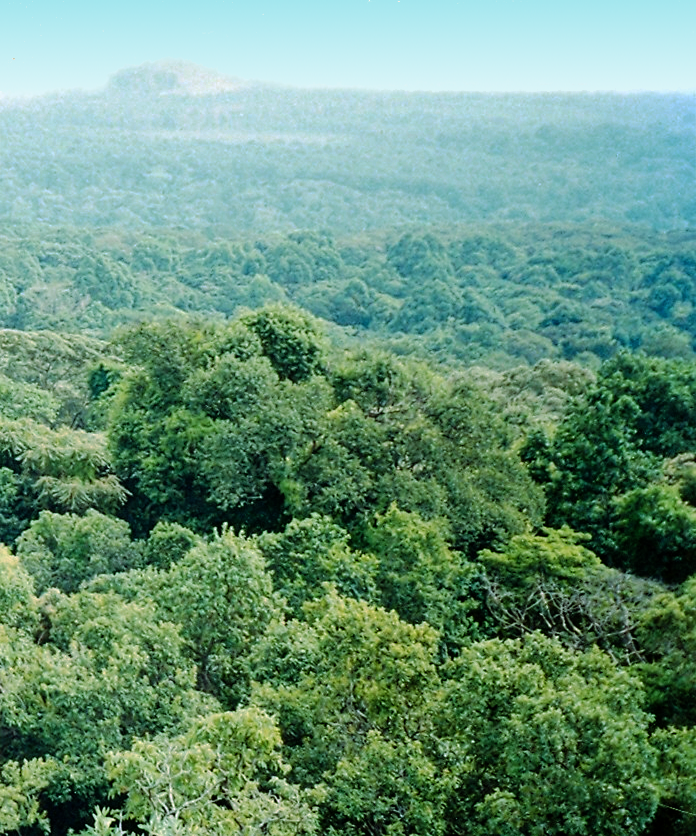
Een wildernis

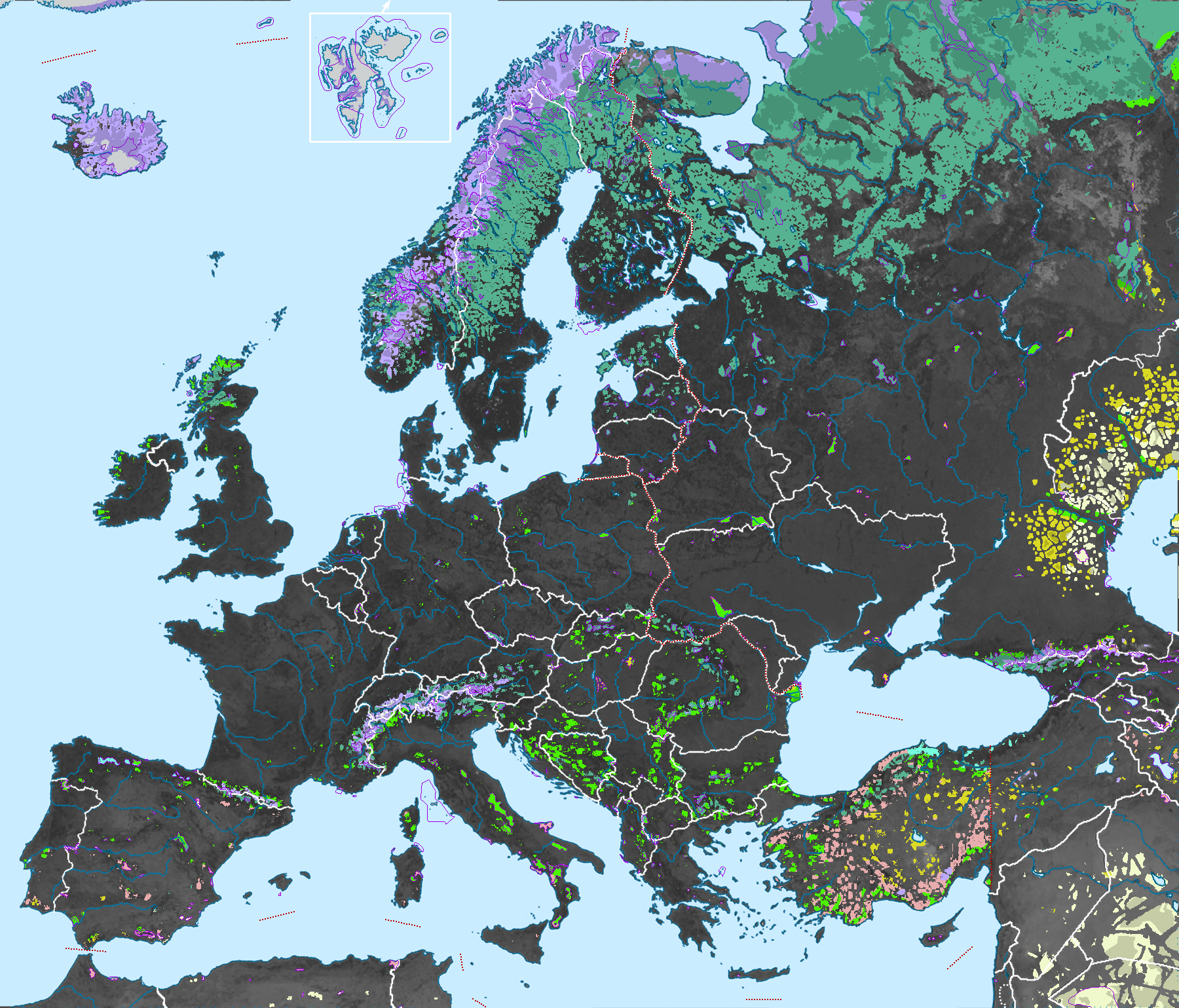
Kaart van wildernis in Europa

Van wildernis spreekt men als er sprake is van een toestand die niet of minimaal beïnvloed is door menselijke activiteit. Hierin stemt de omschrijving van wildernis overeen met een veel gebruikte definitie van natuur: alles wat zichzelf ordent en handhaaft, al of niet beïnvloed door menselijk handelen, maar niet volgens menselijke doelstellingen. Wildernis omvat de levende en de niet-levende natuur.
Gebieden met wildernis, wildernisgebieden zijn dus 'oorspronkelijk' of 'ongestoord' van karakter. In zulke gebieden zijn de samenstelling, de structuur en andere kwaliteiten van bodem, water en lucht niet door mensen veranderd en zijn menselijke ingrepen zoals ontwatering, percelering en ontsluiting geheel of grotendeels afwezig: er is geen bebouwing en infrastructuur, zoals wegen, spoorwegen of hoogspanningsleidingen. De oorspronkelijke vegetatie en fauna zijn er nog aanwezig en natuurlijke processen zoals overstromingen hebben vrij spel. In West-Europa zijn dergelijke gebieden van grotere afmeting vrijwel afwezig, omdat bijna alle gebieden in cultuur zijn genomen. 
De betekenis van het begrip wildernis noch de waardering ervan is echter eenduidig. Zo  wordt verschillend gedacht over de vragen wanneer er sprake is van wildernis en in welke mate het niveau van ongestoordheid dan wel oorspronkelijkheid daarbij een rol speelt. Sommigen verafschuwen wildernis en streven naar cultivering. Anderen bepleiten veel meer wildernis; zij worden gezien als aanhangers van de wildernisnatuurvisie.

## Betekenis

### Planologie
In sommige landen (bijvoorbeeld de VS) heeft wildernis een juridisch-planologische betekenis: een gebied dat als wildernis wordt aangemerkt krijgt speciale bescherming en speciaal beheer.
Wildernis kan men soms in beschermde natuurgebieden vinden, zoals nationale parken en bossen. Antarctica wordt gezien als een belangrijk wildernisgebied. In Nederland wordt de Waddenzee wel zo aangeduid. Wildernisgebieden zijn belangrijk voor de biodiversiteit, voor het overleven van bepaalde soorten, voor ecologisch onderzoek en voor natuurbehoud.

### Menselijke invloed
Of iets als wildernis wordt gezien, wordt vaak gekoppeld aan de invloed van de mens: het gaat dan om 'oorspronkelijkheid', de mate waarin een bepaald gebied gedurende zeer lange tijd gelijk is gebleven, of 'natuurlijkheid', af te meten aan de mate waarin bepaalde fysische en ecologische processen plaatsvinden.
De term wildernis in de zin van 'natuurlijk' wordt ook gebruikt voor de ogenschijnlijke "chaos" op plaatsen, waar na ander grondgebruik een spontane ontwikkeling van ruderale vegetatie heeft plaatsgevonden. Door het beheer van 'niet doen' of 'aan zijn lot overlaten' van een dergelijk gebied kunnen natuurlijke processen op gang komen. Zo kan men ook spontane, natuurlijke ontwikkeling zien op verschillende plaatsen zoals grote boerderijen, ranches en zelfs in onbebouwde stedelijke gebieden.

### Ervaring en ethiek
Wildernis is echter ook een mentale, ethische en esthetische categorie, ofwel positief ofwel negatief. Waardering voor wildernis gaat gepaard met het besef van de nietigheid van de mens en de ruigheid of grootsheid van de natuur. Men spreekt ook van zogenaamde wilderniservaringen, zoals klimmen, raften, wandelen, waarnemen en mediteren. De Schotse Hooglanden bijvoorbeeld worden door velen als wildernis gezien omdat ze overweldigend en ruig zijn (maar niet oorspronkelijk of natuurlijk). In negatieve zin wordt wildernis gezien als iets afschuwelijks, lelijk en vol gevaar. Om die reden moesten gebieden met wildernis vermeden worden en liefst verdwijnen.
Wildernis, of datgene wat als zodanig wordt ervaren, heeft een persoonlijke en psychologische betekenis voor veel mensen. Zoals gezegd, sommigen zien het als iets afschrikwekkends, anderen als iets aangenaams, waar men alleen kan zijn en tot rust te komen. In veel culturen wordt een grote culturele, spirituele, morele of esthetische waarde toegekend aan de weinig verstoorde natuur. Van degenen die wildernis prefereren boven andere vormen van natuur wordt gezegd dat zij aanhangers zijn van de wildernisnatuurvisie. Verschillende literaire schrijvers hebben geopperd dat een dergelijke "wildernis" van vitaal belang is voor de menselijke geest en creativiteit.

## Wildernis en andere natuur

### Oude wildernis
Gebieden die lange tijd als "onland" of "woeste grond" zijn gezien, dragen nog wel de naam wildernis. Voorbeelden zijn de Harense Wildernis in Groningen, het moeras bij Leimuiden en het bosrijke gebied Wildernis bij Stekene. Daarnaast worden gebieden zonder al te veel menselijke inmenging wel als wildernis aangeduid zoals in Nederland delen van de Biesbosch, het waddengebied, de Zeeuwse delta en de Veluwe, en in België delen van de Ardennen.

### Nieuwe wildernis
De aanleg van nieuwe natuur (op wildernisgebieden gelijkende gebieden waar de natuurlijke processen overheersen) door natuurontwikkeling is een menselijke activiteit, maar de natuur die hieruit voortkomt wordt geacht zich na verloop van tijd zonder of met matige menselijke beïnvloeding te ontwikkelen tot een vorm die lijkt op wildernis. Een voorbeeld zijn de Oostvaardersplassen, waar echter wel de waterhuishouding sterk door de mens wordt beïnvloed. Sommige mensen vinden het echter verkeerd dergelijke gebieden "wildernis" te noemen, en gebruiken deze term per definitie voor die gebieden die niet of nauwelijks door de mens zijn beïnvloed.

### Andere natuur
Wildernis onderscheidt zich van andere natuur zoals het halfnatuurlijk landschap en bepaalde delen van het cultuurlandschap waar de menselijke invloed duidelijk is (bijvoorbeeld ontsluiting en percelering), maar waar nog natuurlijke landschapselementen zijn en veel dier- en plantensoorten zich spontaan kunnen vestigen. Met name halfnatuurlijke landschappen maar ook sommige cultuurlandschappen, hebben vaak een hoge cultuurhistorische waarde maar soms ook een hoge biodiversiteit en ecologische betekenis. Voorbeelden daarvan zijn beekdalen als de Drentsche Aa. De waardering van dergelijke landschappen hangt samen met de natuurvisie die men heeft.

## Etymologie
Het woord wildernis is afkomstig van het Oudnederlandse wilthinissi. De herkomst van de 'r' heeft mogelijk te maken met verwantschap die het woord wat betreft betekenis, gevoel en klank had met de woorden duisternis en hindernis. Verwante woorden zijn Wilnis, Wildenisse en Willens.